# Adam Smith
Adam Smith (Kirckcaldy, 16. lipnja 1723. – Edinburgh, 17. srpnja 1790.), škotski ekonomist i etičar. U svom djelu Bogatstvo naroda objavljenom 1776. godine unio je nove ideje kojima je isticana prirodna sloboda pojedinaca. Taj liberalizam koji je zagovarao bio je potpuna suprotnost državnoj kontroli koju su zagovarali merkantilisti.
Uz Davida Ricarda najpoznatiji je predstavnik engleske klasične političke ekonomije. Smith drži da pravo bogatstvo ne leži u novcu, kako su tvrdili merkantelisti, nego u korisnomu radu, radu koji stvara prometne vrijednosti. Izraziti je pristalica ekonomskoga liberalizma, koji prihvaća i razvija teoriju radne vrijednosti, iako smatra da ona vrijedi samo za pretkapitalističku privredu.
Adam Smith izučava unutarnju povezanost ekonomskih kategorija, ali bez obzira na njegove duboke analize pojedinih etapa u kapitalističkoj proizvodnji, pokazuje nerazumijevanje za neke bitne karakteristike složenih oblika kapitalizma i njegovih imanentnih proturječnosti, što nije niti čudno s obzirom na stupanj razvoja kapitalizma u to vrijeme prije Industrijske revolucije. Što razvoj kapitalizma postaje složeniji i suprotnosti oštrije, Smithova teorija postaje sve više puki opis pojava i izražava sve više odnose u njihovu prividnom, vanjskom izgledu.
Smithovu teoriju je iznimno važno promatrati u kontekstu vremena u kojem je nastala, odnosno ekonomskih odnosa koji su obilježili prethodni vremenski period - merkantilizam. Temeljna Smithova ideja je kritika merkantilizma, karakteriziranog trgovinskim monopolima osiguranim kroz restriktivne trgovinske privilegije (carine, zabrane trgovanja, posebne dozvole) pojedinaca, grupacija i cijelih država - protekcionizam. U svrhu zaštite tih trgovačkih interesa se, kroz cijeli merkantilistički period, otvoreno upotrebljavala (i manipulirala) moć države i vojske (mornarice).
Premda se njegova ideja slobodnog tržišta danas iskorištava kao podloga (neo)liberalnog kapitalizma, Smith nije bio promotor ideje (neo)liberalnog kapitalizma u obliku u kojem isti danas obilježava globalnu ekonomiju. To se može iščitati iz niza njegovih razmišljanja iznesenih u Wealth of Nations:  
Primjer 1. "Our merchants and master manufacturers complain much of the bad effects of high wages in raising the price, and thereby lessening the sale of their goods, both at home and abroad. They say nothing concerning the bad effects of high profits; they are silent with regard to the pernicious effects of their own gains; they complain only of those of other people."
Primjer 2.  "It will be found, I believe, in every sort of trade, that the man who works so moderately, as to be able to work constantly, not only preserves his health the longest, but, in the course of the year, executes the greatest quantity of work."
Iako se Smith se u svom djelu bavio isključivo promatranjem činjenica i iznosio zaključke bez emotivnih pristranosti, lako je uočiti humanu komponentu za koju prirodno podrazumijeva da pridonosi povećanju proizvodnosti, a time i učinkovitosti ekonomije u cjelini.

## Životopis
Smith je rođen u gradu Kirkcaldy, Fife, Škotska. Njegov otac, koji se također zvao, Adam Smith, bio je odvjetnik, državni službenik, te je preminuo 1720., dva mjeseca nakon rođenja Smitha, a majka Margaret Douglas kćerka lokalnog zemljoposjednika je tako rano ostala udovica. Iako je točan datum rođenja nepoznat, zna se da je kršten 5. lipnja 1723. Malo je točnih podataka o njegovu djetinjstvu.
John Rae (1845 – 1915), škotski novinar i Smithov biograf, bilježi da su Smitha u dobi od četiri godine oteli Romi, te je nakon intervencije vraćen. Smith je bio blizak s majkom koja je podržavala njegove akademske ambicije.  U Kirkcaldy je išao u školu Burgh School, od 1729. do 1737., koja se u to vrijeme smatrala jednom od najboljih škola toga vremena. Tamo je učio latinski jezik, matematiku, povijest i pisanje. Započeo je studirati na Sveučilištu u Glasgowu u dobi od 14 godina, gdje je učio etiku kod Francis Hutchesona. Tu je Smith razvio strast prema slobodi, razumu i slobodnom govoru.
Dobio je stipendiju "Snell Exhibition" 1740. te preselio studirati u Balliol College, Oxford. Iako nije bio zadovoljan studijem u Oxfordu, dobro je iskoristio brojna djela na policama njihove tamošnje opsežne knjižnice. Oxford je napustio 1746., ranije nego što mu je istekla stipendija. Pred kraj boravka u Oxfordu počeo je trpjeti napadaje drhtanja, vjerojatno simptom živčanog sloma.
Godine 1748. počeo je s javnim predavanjima na Sveučilištu u Edinburghu, koja je sponzoriralo Filozofsko društvo Edinburgha i koja su bila vrlo uspješna. Godine 1750. upoznao je starijeg kolegu David Humea. Godine 1751. postao je profesor na Sveučilištu u Glasgowu, a 1752. primljen je u Filozofsko društvo Edinburgha.
Pred kraj 1763. Charles Townshend, kojeg je Smith upoznao preko David Humea, predoložio mu je da bude tutor njegovom posinku, Henry Scottu. Smith je napustio mjesto profesora. Kako je napustio sveučilište na polovini započetih predavanja, htio je studentima nakonaditi novac, ali su to studenti odbili.
U sklopu novog posla pratio je Scotta na putovanjima po Europi. Plaća mu je iznosila £300 na godinu uz troškove, te £300 mirovine po godini; otprilike dvostruko više nego njegov prethodni prihod kao učitelj.
Prvo putovanje mu je bilo u Toulouse u Francuskoj gdje se zadržao godinu i pol. Nakon južne Francuske grupa se je preselila u Ženevu gdje je upoznao Voltairea. Iz Ženeve preselili su u Pariz gdje je upoznao broje znamenite ljude toga vremena, kao što su npr.: 
Benjamin Franklin, Anne Robert Jacques Turgot, Jean D'Alembert, André Morellet, Helvétius i François Quesnay.
Godine 1766. u Parizu preminuo je mlađi brat Henry Scotta i Smithova putovanja kao tutor su završila. Vratio se kući u Kirkcaldy, gdje je desetak godina posvetio "Bogatstvu naroda".
U svibnju 1773. Smith je izabran za člana Kraljevskog društva u Londonu. "Bogatstvo naroda" je izdano 1776. i bilo je odmah uspjeh. Prvo izdanje je rasprodano u šest mjeseci.
Godine 1778. dobio je radno mjesto u carini u Škotskoj te je preselio svojoj majci u Edinburgh, točnije Canongate, dvorac "Panmure House". Pet godina kasnije dobio je kraljevsku povelju, čime je automatski postao jedan od osnivača Kraljevskog društva Edinburgha (eng. Royal Society of Edinburgh), u kojem je od 1787. do 1789. imao počasno mjesto Lorda Rektora Sveučilišta u Glasgowu (eng. Lord Rector of the University of Glasgow). Preminuo je u Edinburghu 17. srpnja 1790. Na samrtnoj postelji, Smith je rekao da je razočaran što nije postigao više.
Za sobom je u svojoj knjižnici ostavio brojne zapise i neobjavljene materijale.
Smithova dva prijatelja iz škotskog akademskog svijeta: fizičar i kemičar Joseph Black, te geolog James Hutton, su pregledala materijale, te prema njegovim željama sve što nije bilo vrijedno objavljivanja uništili. Knjižnicu je naslijedio David Douglas, koji je živio sa Smithom, a kasnije je podijeljena između Douglasove djece.

## Teorija apsolutnih prednosti
Najbolja politika države je laissez faire politika (nemiješanje države u privredne poslove). Ovu ideju također treba promatrati u kontekstu vremena kad je nastala, jer su države svojim djelovanjem (rastrošnost, parazitizam) uglavnom negativno utjecale na društvenu vrijednost. J. M. Keynes, 200 godina poslije, iznosi ideju drugačije uloge države u ekonomskim odnosima.  Svrha ekonomske politike je povećanje bogatstva naroda, ali u obliku roba, ne zlata. Povećanje bogatstva će se najbolje ostvariti ako se poduzetniku ostavi autonomija u donošenju odluka što, koliko, kada, kako, i za koga proizvoditi. U nastojanju da maksimalizira svoj profit, poduzetnik ulaže svoj kapital tamo gdje će ostvariti najveću proizvodnju te na taj način biva vođen nevidljivom rukom.
Ako jedna zemlja može proizvesti neku robu efikasnije nego neka druga, kaže se da ona ima apsolutnu prednost u proizvodnju te robe. Efikasnost proizvodnje se mjeri utroškom rada u proizvodnji jedinice proizvoda.
Apsolutne prednosti neke zemlje mogu biti prirodne (klima, tlo, prirodna bogatstva i sl.) i stečene (znanje, vještina i dr.). Ako zemlja A ima apsolutnu prednost u proizvodnji jednog proizvoda, ona će se specijalizirati u proizvodnji tog proizvoda i dio te proizvodnje razmjenjivati za proizvod zemlje B u kojem zemlja B apsolutnu prednost. Na taj način će ukupna proizvodnja i potrošnja biti veća i u zemlji A i u zemlji B.

## Vanjske poveznice
- (engl.) Adam Smith na eng. Concise Encyclopedia of Economics ("Sažeta enciklopedija ekonomije")
- (engl.)Adam Smith  Arhivirana inačica izvorne stranice od 17. svibnja 2009. (Wayback Machine) na Adam Smith Institutu
- (engl.) Adam Smith na Curlie
- (engl.) Sadrži Smithovo djelo  "Theory of Moral Sentiments" prilagođeno zbog lakšeg čitanja
- (engl.) Adam Smith Nagrada na "Treasury Today"